# El Tacuruzal
El Tacuruzal, Colonia El Tacuruzal, Legua 15 o Cabá Ñaró es una colonia rural de la etnia qom ubicada en el departamento Quitilipi de la Provincia del Chaco, Argentina.
Se encuentra sobre la Ruta Provincial 9, a 4 kilómetros al este del cruce con la Ruta Nacional 95. Comenzó a ser habitada en 1935 por un grupo de caciques ancianos a los que se fueron sumando familias. Luego muchas de ellas emigraron a grandes centros urbanos en busca de trabajo. Los qom son propietarios de la tierra pero no la trabajan arrendándola a criollos. Las casas son en su mayoría de adobe y palmas.
Es la población más cercana a las Ruinas del km 75, correspondientes a la antigua ciudad de Concepción de Buena Esperanza.

## Toponimia
El nombre oficial como aparece en la nomenclatura catastral es Colonia El Tacuruzal, en referencia a la presencia de tacurúes o nidos de termitas; también figura como Legua 15. El nombre aborigen es Cabá Ñaró, que significa avispa brava en idioma guaraní.

## Economía
La población aborigen dependen en gran parte de la asistencia estatal. Los lotes fueron subdividiéndose entre los descendientes pero son operados de forma grupal. Crían gallinas, chivos y realizan artesanías que son vendidos en las feris de Tres Isletas y Presidencia Roque Sáenz Peña.

## Instituciones
Cuenta con un puesto de salud dependiente de Villa Rural El Palmar, una dependencia del Instituto del Aborigen Chaqueño, dos comedores escolares, una escuela (a la que asisten unos 40 niños), un templo evangélico y un juzgado de paz.
La asociación cuenta con un galpón donde se almacenan semillas e insumos para el comedor, y sus miembros son elegidos por una comisión electiva de la población.

## Población
El INDEC no reconoció en los censos de 2001 y 2010 a El Tacuruzal como un aglomerado urbano. Hay unas 20 familias aborígenes, así como también criollos que arrendan las tierras.

## Vías de comunicación
Su principal vía de acceso es la Ruta Provincial 9, que la comunica al oeste con Tres Isletas, y al sudeste con Las Garcitas y la Ruta Nacional 16.